# Utolsó utazás (film, 2010)
Az Utolsó utazás (eredeti cím: Third Star) 2010-ben bemutatott brit filmdráma, melyet Hattie Dalton rendezett. A főbb szerepekben Benedict Cumberbatch, J. J. Feild, Tom Burke, Adam Robertson és Hugh Bonneville látható.
A premierre 2010 júniusában került sor az Edinburgh-i filmfesztiválon, amelyen ez volt a záró alkotás. Az Egyesült Királyságban 2011. május 20-án debütált a mozikban.

## Cselekmény
A rák végső stádiumában lévő James a 29. – egyben utolsó – születésnapja után egy utolsó kirándulásra indul három legjobb barátjával, Davy-vel, Billel és Miles-szal. Úti céljuk James kedvenc tengerpartja, a pembrokeshire-i Barafundle-öböl.
Davy kedves, hűséges és felelősségteljes lélek, aki munkanélküliként segített James családjának a fiatalember gondját viselni. Bill féktelen és mókázó, mindannyian azt várják, hogy mikor szakít végre elnyomó barátnőjével. Miles, aki az utóbbi időben hiányzott James életéből egy jóképű értelmiségi, aki üzletemberré lett, és akinek az édesapja sikeres író volt, de Miles gyermekkorában meghalt rákban. James és Miles barátsága egykor nagyon szoros volt és sokszor majdnem rivalizálásba fordult, mivel mindketten feltörekvő írók. James túl gyenge már, hogy sokat sétáljon, ezért legtöbbször egy speciális kocsiban ül, és nagy  szüksége van a barátai segítségére, valamint a folyékony morfiuméra és más gyógyszerekére, amelyek a krónikus fájdalom és más tünetek kezelésében segítenek. Mivel betegsége már néhány éve tart, úgy tűnik megbékélt a gyorsan közelgő halállal és gyermeki boldogsággal örül mindennek, amit ez az utolsó utazás kínálhat. Ennek ellenére a rohamosan fogyó ereje, a növekvő kényelmetlenségek és fájdalom előhozza annak a tudatnak a keserűségét, hogy az élete véget ér mielőtt ideje lett volna bármit is kezdeni vele.
A kies parton utazva a fiatalemberek szórakoznak és vidámkodnak, hogy emlékezetessé tegyék James számára ezt az utazást. Találkoznak fura emberekkel és szituációkkal, és számos hátráltató tényezővel és balesettel is szembe kell nézniük, többek között a készleteik egy részének és végül a kocsi elvesztésével. James sorban mindannyiuk idegeit és türelmét alaposan próbára teszi: részben előre megfontoltan, részben spontán módon, a fájdalom okozta düh miatt, úgy tűnik, hogy fel akarja rázni barátait a középszerűségből és arra buzdítani őket, hogy legyenek önzetlenek és csinálják azt a hátralévő életükben, életükkel, amit tényleg szeretnének. Davy megalázva érzi magát James meglátásaitól, Bill elmondja, hogy a barátnője gyermeket vár, és bár tudja, hogy nem egymásnak valók ilyen körülmények között nem tudja és nem akarja elhagyni őt, Miles viszont hasonlóan brutális őszinteséggel válaszol James támadására. Végül is James és Miles is felfedik a titkaikat egymás előtt. James megtalálta, lemásolta és elolvasta azt a regényt, melyet Miles évekkel azelőtt befejezett anélkül, hogy bárkinek is szólt volna, és James azóta féltékeny rá, ugyanakkor le is nyűgözte Miles tehetsége. Miles titokban tartotta és soha nem akarta elmondani, főleg azért mert nem tudta és nem akarta tudomásul venni barátja betegségét, hogy szerelmes és viszonyt folytat James házas nővérével és hogy a lány és a gyerekek hamarosan Miles-hoz költöznek.
Azon az estén, amikor végre megérkeznek a Barafundle-öbölbe, James felfedi kirándulásuk igazi célját: az a terve, hogy tengerbe öli magát, amíg még élőnek érzi magát és mielőtt a fájdalom teljesen legyűrné. A barátai beleegyezését kéri, illetve azt, hogy mindenkinek mondják azt, hogy amikor reggel felkeltek, akkor a testét a vízben találták. Megrémülve a gondolattól elutasítják a kérést, amikor azonban egy időre elvesztik James morfium készletét és látják, mennyire szenved a fájdalomtól meggondolják magukat. A következő reggelen James kiúszik a tengerre barátai társaságában, és a végén Miles segít neki a part közelében megfulladnia, és ő hozza vissza a testet is.
A film James hangjával zárul: „Szóval rátok emelem a morfiumos poharat és talán emlékeztek rá, ma van a születésem évfordulója, emlékezzetek, hogy szerettelek titeket és hogy az életemet boldoggá tettétek. És ebben nincs semmi tragikus.”

## Szereplők
| Szerep                         | Színész              | Magyar hang      |
| ------------------------------ | -------------------- | ---------------- |
| James                          | Benedict Cumberbatch | Szabó Máté       |
| Davy                           | Tom Burke            | Zámbori Soma     |
| Miles                          | JJ Feild             | Csőre Gábor      |
| Bill                           | Adam Robertson       | Viczián Ottó     |
| keresgélő fickó a tengerparton | Hugh Bonneville      | Schneider Zoltán |
| Mr.                            | Rupert Frazer        |                  |
| Mrs.                           | Helen Griffin        |                  |

## Fogadtatás
Philip French, a The Observer újságírója úgy jellemezte a filmet, mint „kompetens”, ugyanakkor „meglehetősen ismerős és kiszámítható, de szerethető”. Cynthia Citron a Santa Monica Daily Press-től azt mondta a film „magával ragadó, megindító és elbűvölő élmény”. A The Guardian írója, Phelim O'Neill pedig úgy fogalmazott „„picaresque” és jó ideig céltalan, csak a végén kerül igazán helyére”.

## Fordítás
- Ez a szócikk részben vagy egészben  a   Third Star című angol Wikipédia-szócikk fordításán alapul.  Az eredeti cikk szerkesztőit annak laptörténete sorolja fel. Ez a jelzés csupán a megfogalmazás eredetét és a szerzői jogokat jelzi, nem szolgál a cikkben szereplő információk forrásmegjelöléseként.

## További információ
- Utolsó utazás a PORT.hu-n (magyarul)
- Utolsó utazás az Internet Movie Database-ben (angolul)
- Utolsó utazás a Rotten Tomatoeson (angolul)
- Utolsó utazás a Box Office Mojón (angolul)